# Калістога (Каліфорнія)
Калістога (англ. Calistoga) — місто (англ. city) в США, в окрузі Напа штату Каліфорнія. Населення — 5228 осіб (2020).

## Географія
Калістога розташована за координатами 38°34′53″ пн. ш. 122°34′58″ зх. д. / 38.58139° пн. ш. 122.58278° зх. д. (38.581408, -122.582696).  За даними Бюро перепису населення США в 2010 році місто мало площу 6,77 км², з яких 6,72 км² — суходіл та 0,05 км² — водойми.

### Клімат
| Клімат : Калістога    | Клімат : Калістога | Клімат : Калістога | Клімат : Калістога | Клімат : Калістога | Клімат : Калістога | Клімат : Калістога | Клімат : Калістога | Клімат : Калістога | Клімат : Калістога | Клімат : Калістога | Клімат : Калістога | Клімат : Калістога | Клімат : Калістога |
| Показник              | Січ.               | Лют.               | Бер.               | Квіт.              | Трав.              | Черв.              | Лип.               | Серп.              | Вер.               | Жовт.              | Лист.              | Груд.              | Рік                |
| Середній максимум, °C | 15,3               | 17,2               | 19,6               | 22,4               | 25,9               | 29,9               | 33,0               | 32,6               | 31,1               | 26,3               | 19,1               | 14,7               | 23,9               |
| Середній мінімум, °C  | 2,9                | 3,9                | 4,7                | 5,5                | 7,9                | 10,2               | 11,4               | 11,2               | 10,1               | 7,4                | 4,7                | 2,4                | 6,9                |
| Днів з дощем          | 11                 | 9                  | 9                  | 6                  | 4                  | 1                  | 0                  | 0                  | 1                  | 4                  | 8                  | 10                 | 63,0               |
| --------------------- | ------------------ | ------------------ | ------------------ | ------------------ | ------------------ | ------------------ | ------------------ | ------------------ | ------------------ | ------------------ | ------------------ | ------------------ | ------------------ |
| Джерело:              |                    |                    |                    |                    |                    |                    |                    |                    |                    |                    |                    |                    |                    |

## Демографія
Згідно з переписом 2010 року, у місті мешкало 5155 осіб у 2019 домогосподарствах у складі 1215 родин. Густота населення становила 762 особи/км².  Було 2319 помешкань (343/км²).
Расовий склад населення:
| - 72,5 % — білих - 0,9 % — азіатів - 0,5 % — чорних або афроамериканців - 0,4 % — корінних американців - 0,2 % — вихідців з тихоокеанських островів - 18,8 % — осіб інших рас |

До двох чи більше рас належало 6,7 %. Частка іспаномовних становила 49,4 % від усіх жителів.
За віковим діапазоном населення розподілялося таким чином: 22,6 % — особи молодші 18 років, 58,7 % — особи у віці 18—64 років, 18,7 % — особи у віці 65 років та старші. Медіана віку мешканця становила 40,0 року. На 100 осіб жіночої статі у місті припадало 96,5 чоловіків;  на 100 жінок у віці від 18 років та старших — 93,7 чоловіків також старших 18 років.
Середній дохід на одне домашнє господарство  становив 80 491 долар США (медіана — 52 733), а середній дохід на одну сім'ю — 96 167 доларів (медіана — 65 517). Медіана доходів становила 51 528 доларів для чоловіків та 50 142 долари для жінок. За межею бідності перебувало 16,3 % осіб, у тому числі 31,8 % дітей у віці до 18 років та 5,5 % осіб у віці 65 років та старших.
Цивільне працевлаштоване населення становило 2588 осіб. Основні галузі зайнятості: сільське господарство, лісництво, риболовля — 19,1 %, мистецтво, розваги та відпочинок — 18,9 %, виробництво — 17,1 %.